# Zakrzewszczyzna (obwód grodzieński)
Zakrzewszczyzna (biał. Закржэвшчына, ros. Закржевщина) – dawny folwark. Teren, na którym się znajdował, obecnie leży na Białorusi, w obwodzie grodzieńskim, w rejonie grodzieńskim, w sielsowiecie Jeziory. 
Znajdował tu się przystanek kolejowy Zakrzewszczyzna na linii Żydomla – Jeziory.

## Historia
Dawniej w województwie trockim Rzeczypospolitej Obojga Narodów. W czasach zaborów w granicach Imperium Rosyjskiego, w guberni grodzieńskiej. W latach 1921–1939 folwark leżał w Polsce, w województwie białostockim, w powiecie grodzieńskim, w gminie Żydomla.
Według Powszechnego Spisu Ludności z 1921 roku zamieszkiwały tu 133 osoby, 2 było wyznania rzymskokatolickiego, 125 prawosławnego a 6 mojżeszowego. Jednocześnie 196 mieszkańców zadeklarowało polską przynależność narodową a 6 żydowską. Było tu 7 budynków mieszkalnych.
Miejscowość należała do parafii prawosławnej w Skidlu i rzymskokatolickiej w Żydomli. Podlegała pod Sąd Grodzki w Skidlu Okręgowy w Grodnie; właściwy urząd pocztowy mieścił się w Żydomli.
W wyniku napaści ZSRR na Polskę we wrześniu 1939 miejscowość znalazła się pod okupacją sowiecką. 2 listopada została włączona do Białoruskiej SRR. 4 grudnia 1939 włączona do nowo utworzonego obwodu białostockiego. Od czerwca 1941 roku pod okupacją niemiecką. 22 lipca 1941 r. włączona w skład okręgu białostockiego III Rzeszy. W 1944 miejscowość została ponownie zajęta przez wojska sowieckie i włączona do obwodu grodzieńskiego Białoruskiej SRR. Do 1945 roku w Polsce.
Od 1991 wchodzi w skład Białorusi.